# Lovísa Thompson
Lovísa Thompson (* 27. Oktober 1999 in Reykjavík, Island) ist eine isländische Handballspielerin, die für die isländische Nationalmannschaft aufläuft.

## Karriere

### Im Verein
Lovísa Thompson begann das Handballspielen im Alter von sechs Jahren beim isländischen Verein Íþróttafélagið Grótta, mit deren Damenmannschaft sie im Jahr 2015 die erste Meisterschaft der Vereinsgeschichte gewann. Im Finalspiel gegen UMF Stjarnan erzielte die damals 15-jährige Rückraumspielerin zwei Sekunden vor dem Spielende den entscheidenden Treffer zum 24:23-Endstand. Im darauffolgenden Jahr gelang es ihr mit Grótta die Meisterschaft zu verteidigen.
Nachdem Grótta im Jahr 2018 abgestiegen war, wechselte Lovísa Thompson zum Erstligisten Valur Reykjavík. Mit Valur gewann sie im Jahr 2019 sowohl die isländische Meisterschaft als auch den isländischen Pokal. Ab Oktober 2021 legte sie auf eigenen Wunsch hin bis zum Jahresende 2021 eine Pause ein. 2022 gewann sie zum zweiten Mal den isländischen Pokal.
Lovísa Thompson unterschrieb im Sommer 2022 einen Vertrag beim dänischen Erstligisten Ringkøbing Håndbold. Nachdem die Rechtshänderin in fünf Ligaspielen zwei Treffer für Ringkøbing Håndbold erzielt hatte, verließ sie im Oktober 2022 den Verein. Lovísa Thompson wurde im Dezember 2022 bis zum Saisonende 2022/23 vom norwegischen Erstligisten Tertnes IL verpflichtet, jedoch wurde der Vertrag aufgrund einer Verletzung im Februar 2023 aufgekündigt. Im Sommer 2023 schloss sie sich erneut Valur Reykjavík an. Mit Valur gewann sie 2024 und 2025 die isländische Meisterschaft sowie 2025 den EHF European Cup.

### In Auswahlmannschaften
Lovísa Thompson nahm mit der isländischen Jugendnationalmannschaft an der offenen Europameisterschaft 2016 in Göteborg teil, die Island auf dem 13. Platz abschloss. Kurz darauf bestritt sie am 7. Oktober 2016 ihr Länderspieldebüt für die isländische A-Nationalmannschaft gegen Schweden. Mit der Juniorinnennationalmannschaft nahm sie an der U-20-Weltmeisterschaft teil, bei der sie mit 39 Treffern den 16. Platz in der Torschützinnenliste belegte.